# 現恆建築
現恆建築控股有限公司，簡稱現恆建築控股，以及現恆建築（英語：In Construction Holdings Limited，港交所：1500），在1996年，由劉柏文（主席及行政總裁）和鄭榮昌，於香港（總部）成立「現恆建築有限公司」（前身為「冠置建築有限公司」）。
業務在香港經營地基、拆卸、地盤平整及場地勘查工程。
股份在2015年4月16日於港交所主板上市。招股價為0.4至0.8港元之間，發行新股為2億股，當中為1.4億新股，集資額為1.6億港元。

## 外部連結
- inconstruction.hk （页面存档备份，存于）